# 12686 Безуглий
12686 Безу́глий (12686 Bezuglyj) — астероїд головного поясу, відкритий 3 жовтня 1986 року.
Тіссеранів параметр щодо Юпітера — 3,365.